# ファシット
ファシット（Facit AB）は1922年にスウェーデンのオートヴィーダベリ（[[:en:Åtvidaberg|Åtvidaberg]]）でオートヴィーダベリ工業株式会社（AB Åtvidabergs Industrier）として設立された事務機器の製造業者である。

## 概要

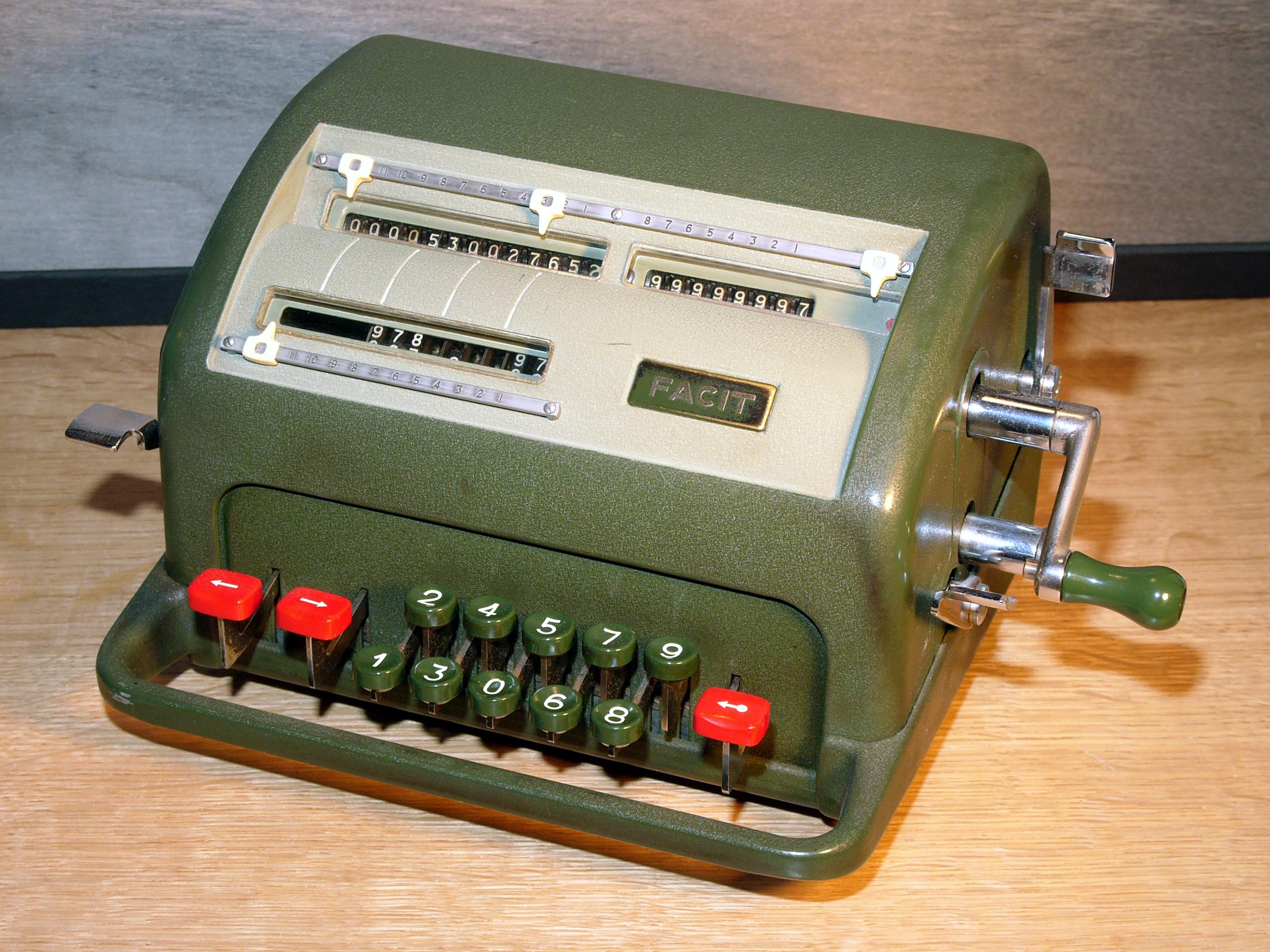
ファシット社製の機械式計算機、1954年

機械式計算機の製造業者であったファシット社は1922年にオートヴィーダベリ工業傘下に納まった。1932年に最初の10桁計算機がオートヴィーダベリ工業で製造され、FACITと命名されて大変な成功作となった。
1960年代初めに子会社のファシット社がオートヴィーダベリ工業の事業内で支配的な地位を占めるようになり、1965年に会社の名称をファシット株式会社（Facit AB）に変更した。その当時、オートヴィーダベリ工業は100カ国以上の子会社で総計8,000名を雇用していた。人望あるグンナール・エリクソン（Gunnar Ericsson）の指導の下で会社は機械式計算機のブランド展開、市場展開への比重を高めていき世界的にも拡大していった。この戦略は"ニューディール（The New Deal）"と言われた。1960年代を通してファシット社は成長をすると共に高い収益性を身に付けた。
しかし、時と共に電卓が急速に性能を向上させ市場で大きな割合を占めるようになってきた。1965年には全世界で4,000台のデジタル電卓しか販売されなかったが、翌年には25,000台に達し1967年は市場の15%を占めるまでになった。
ファシット社はこの壊滅的な危機に日本の早川電機工業株式会社（現 シャープ）と提携することで対処した。電卓は日本で製造し、1965年から1967年の間にファシット社が自社の国際販売網を通して自社ブランドで独占的に販売した。早川電機工業が独自の国際販売網を構築すると2社間の関係に緊張が高まった。
1970年にファシット社は成長の頂点に達し世界中で14,000名以上を雇用していた。1971年には近代的な日本製の電卓がファシット社の製造する機械式計算機を簡単に旧態化させ深刻な打撃を与え始めた。この結果ファシット社は実質的に一晩で廃業に追い込まれた。この失敗は、ファシット社が近代的な電卓の優位性を認めることを拒否し、同様に市場の新しい需要に応じて適応や変化をしようとしなかったことの結果として終焉を迎えてしまったとみることができる。その他の要因としてよく言われることは、傘下に収めた企業の研究開発機能を纏め上げることができなかったこととファシット社の様な比較的小規模の企業では米国の同種の企業と比較して研究開発の資源が限られていたということである。
ファシット社は1973年にエレクトロラックス社に、1983年には再度エリクソン社に売却されたことによりマイクロコンピュータ（microcomputer）の製造を始めることになった。4年間でファシット社のホームコンピュータはスウェーデンで一般的なものとなり、プログラミング言語としてBASICの派生言語を同梱して革新的なソリューションを提供した。しかしながらこの冒険的事業が採算を取れる様になることは無く1988年に終了した。
会社は海外資本の親会社の間で徐々に分割されていき、ファシット株式会社（Facit AB）という名称で知られる存続会社も最終的には1998年で無くなった